# Cheiridopsis campanulata
Cheiridopsis campanulata là một loài thực vật có hoa trong họ Phiên hạnh. Loài này được G.Will. mô tả khoa học đầu tiên năm 2000.